# Xanthopimpla indica
Xanthopimpla indica är en stekelart som beskrevs av Rao och Grover 1960. Xanthopimpla indica ingår i släktet Xanthopimpla och familjen brokparasitsteklar. Inga underarter finns listade i Catalogue of Life.